# 晋北县 (山西)
晋北县，中国旧县名。
晋豫抗日根据地设。1942年由山西省晋城县（今晋城市泽州县）北部析置。以位县北得名。先后治今晋城市泽州县的常庄店、郭庄、司家山及沁水县湘峪、赵庄、高家庄、任家庄等地。1945年晋城全县解放后撤销，仍并入晋城县（今晋城市泽州县）。 